# SV Beuel 06

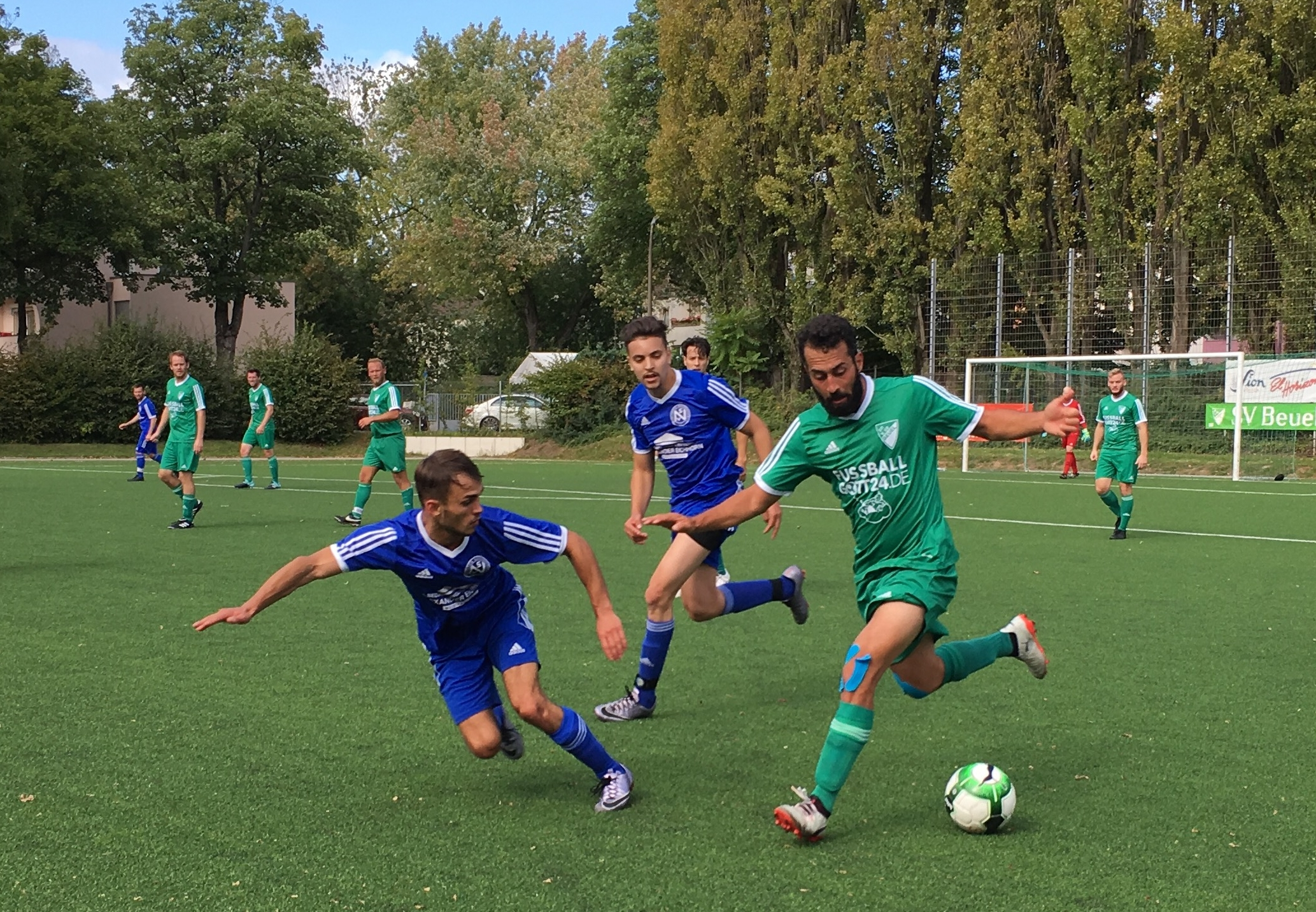
Heimspiel (Kreisklasse A Bonn) SV Beuel 06 gegen SV Niederbachem (September 2017)

Der SV Beuel 06 ist ein Fußballverein aus dem Bonner Stadtteil Beuel auf der rechten Rheinseite.

## Geschichte
Der Verein geht auf den im Juli oder August 1906 gegründeten Beueler FV 06 zurück. Am 25. März 1924 schloss sich dieser mit dem FV Alemannia 1919 Beuel zum Sportverein Beuel 06 zusammen. Die Vereinsfarben sind Grün und Weiß.
Nach mehreren vergeblichen Anläufen stieg der Verein 1936 in die Gauliga Mittelrhein, die damals höchste deutsche Spielklasse, auf. In der Spielzeit 1937/38 gelang mit der Mittelrheinmeisterschaft der größte Vereinserfolg. An der Endrunde zur deutschen Meisterschaft nahm allerdings Alemannia Aachen teil, weil ein berechtigter Beueler Protest, der ihnen die entscheidenden Punkte einbrachte, zu lange vom DFB verhandelt und einige Tage zu spät entschieden wurde.
Da der Verein nach dem Krieg die Teilnahme an der Oberliga West nicht finanzieren konnte, rückte der SV Beuel 06 in die Landesliga Mittelrhein, die damals höchste deutsche Amateurklasse. Mit dem Abstieg 1954 verschwand der Verein aus dem höherklassigen Fußball. 1959 gelang die Rückkehr in die Landesliga, wo man die nächsten 15 Jahre verbrachte und der Aufstieg in die Verbandsliga Mittelrhein mehrfach knapp verpasst wurde mit den Vize-Meisterschaften 1969, 1972 und 1973.
Im Jahr 2005 wurde die Jugendabteilung ausgegliedert, diese tritt seit dem unter dem Namen JSG Beuel an. Seit dem Aufstieg aus der Bonner Kreisliga A im Jahre 2019 spielt der Verein in der Bezirksliga.

## Erfolge
- Meister der Gauliga Mittelrhein 1937/38

## Persönlichkeiten
- Franz Elbern, achtfacher deutscher Nationalspieler zwischen 1935 und 1938; 1937 als Ersatzspieler Mitglied der Breslau-Elf
- Horacio Troche, 44-facher uruguayischer Nationalspieler
- Jan-Ingwer Callsen-Bracker, späterer Bundesligaspieler bei Bayer 04 Leverkusen und FC Augsburg
- Günther Baerhausen, späterer Bundesligaspieler

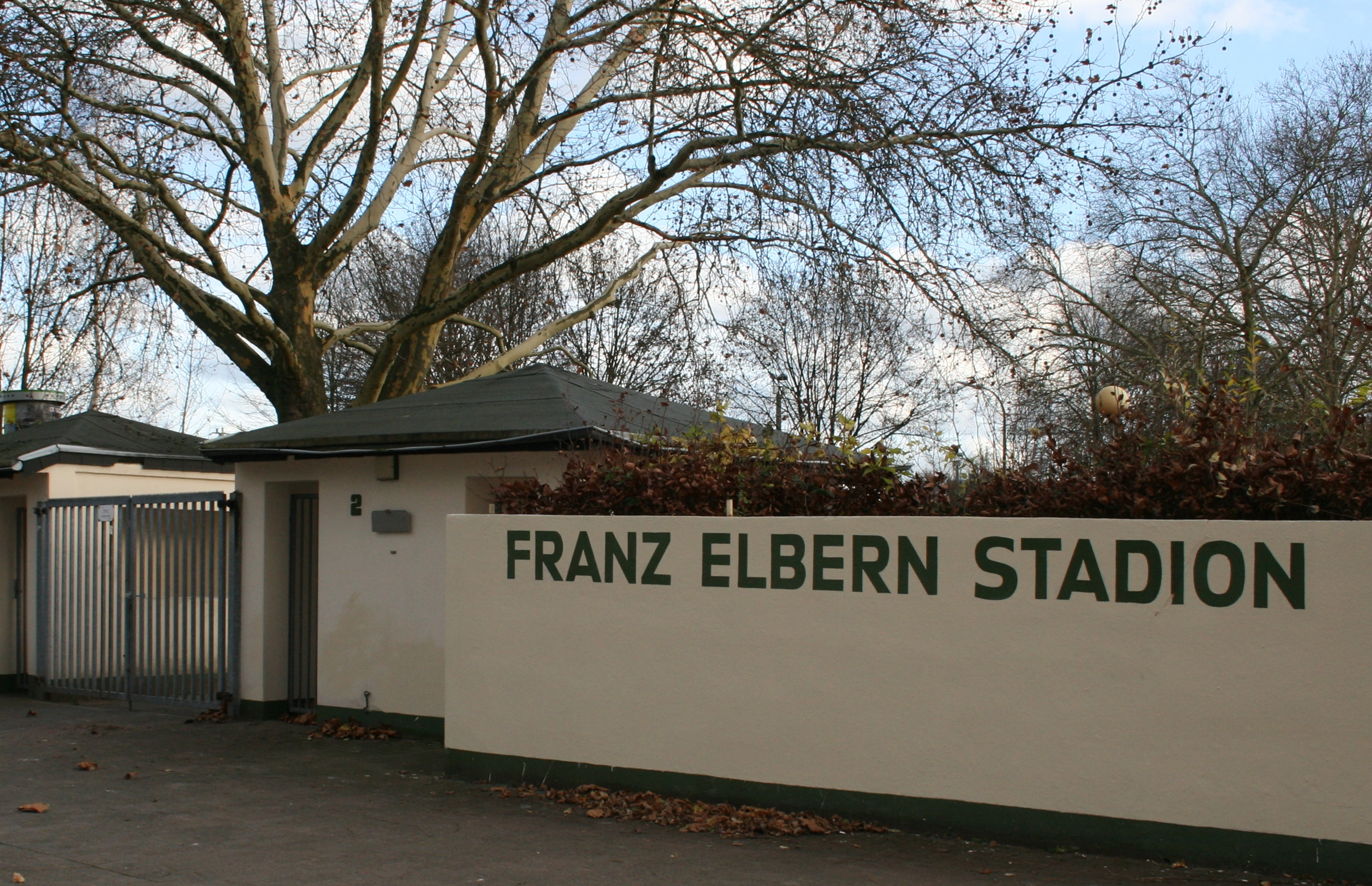
Eingang zum Franz Elbern Stadion (2009)

## Stadion
Der SV Beuel 06 (1. Mannschaft) trägt seine Heimspiele im nach dem ehemaligen Beueler Nationalspieler benannten Franz-Elbern-Stadion aus. Das 1936 eingeweihte Stadion fasst 10.000 Zuschauer. Alle anderen Mannschaften des SV Beuel tragen seit November 2015 ihre Spiele auf dem Kunstrasenplatz aus. Dieser befindet sich hinter dem Vereinsheim; vor dem Stadion gelegen.